# Solomon Naumowitsch Strasch
Solomon Naumowitsch Strasch, geboren Selman Noximowitsch Strasch, (russisch Соломон Наумович Страж; * 1870 in Žiežmariai, Gouvernement Wilna; † 16. Mai 1934 in Moskau) war ein russisch-sowjetischer Bildhauer.

## Leben
Strasch, Sohn Nochim Selmanowitsch Straschs (1840–1895), besuchte den Cheder. In seiner Freizeit formte er schon früh Brotfiguren, was ihm der Melamed verbot, da es vom Lernen abhielt und gegen das Bildnis-Verbot im Tanach verstieß.
Strasch wurde Lehrling eines Holzschnitzers in Wilna und fertigte Möbelverzierungen nach vorliegenden Mustern an. Er nahm an einer Ausstellung polnischer Bildhauer teil und erhielt eine Silbermedaille für seine Holz-Statuette des Zymbalisten Jankiel aus dem Versepos Pan Tadeusz des polnischen Nationaldichters Adam Mickiewicz.
Im Juni 1897 heiratete Strasch in Wilna Berta Lwowna (Basja-Goda Leibowna) Rosental (1873–1928) und bekam einen Sohn Naum Naumow-Strasch (1898–1957), der später Kameraoperateur wurde. Der Enkel Wladimir Naumow (1927–2021) wurde Filmregisseur.
Als Strasch einen Auftrag für einen französischen Architekten eines polnischen Großgrundherrn ausführte, empfahl der Architekt dem Großgrundherrn, Strasch zur weiteren Ausbildung nach Paris zu schicken. In der Tat bot der Großgrundherr Strasch an, auf seine Kosten in Paris zu studieren, was Strasch 1912 gerne annahm. Mit Gehalt des Großgrundherrn studierte Strasch ab 1912 in Paris bei Antoine Bourdelle. Als zu Beginn des Ersten Weltkriegs das Gehalt ausblieb, musste Strasch wieder nach Russland zurückkehren.
Zusammen mit vielen Flüchtlingen aus den westlichen Randgebieten Russlands kam Strasch nach Moskau und nahm eine Stelle in einer Möbelfabrik an. Als Jude hatte er kein Recht, in Moskau zu leben, so dass er dort keinen festen Wohnsitz hatte. Bekannt wurde er mit seinen Skulpturen armer Juden. Seine Arbeiten wurden auf einer Ausstellung der Moskauer Künstlergenossenschaft ausgestellt, worauf er einen großen Auftrag eines Moskauer Unternehmers für die Ausstattung seines Kabinetts mit Holz-Skulpturen erhielt. Er modellierte auch für Stein- und Bronze-Skulpturen und schuf Büsten von Jizchok Leib Perez, Scholem Alejchem und Mendele Moicher Sforim.
Als nach der Oktoberrevolution im Rahmen des Leninschen Plans für Monumentalpropaganda Aufträge vergeben wurden, wählte Strasch den Auftrag für den Bau eines Denkmals für Jean Jaurès, den er in Paris auf einer Protestveranstaltung in der Beilis-Affäre hatte hören können. Später ging er nach Taschkent, wo er die östlichen Menschentypen und das Leben der Arbeiter studierte. Für Museen schuf er Büsten von Lenin, Swerdlow, Lunatscherski u. a. Wegen seiner sich verschlechternden Gesundheit ließ er sich dann in Kislowodsk nieder.
Als Strasch vordem für den Dichter Demjan Bedny an einem Porträt gearbeitet hatte, empfahl dieser ihn als guten Porträtisten dem Vorsitzenden des Präsidiums des Obersten Sowjets Michail Kalinin. Strasch schuf darauf eine Kalinin-Büste, die Anklang fand, so dass ihre Massenproduktion genehmigt wurde. Strasch erhielt neue Arbeit und kehrte nach Moskau zurück. Er erhielt eine Pension und eine 2-Zimmer-Wohnung. Er schuf eine Reihe von Skulpturen, darunter eine Szene aus einem Judenpogrom, eine symbolische Faust und eine das Kapital symbolisierende Skulptur. Er begann an einem Projekt für ein Lenin-Denkmal zu arbeiten, aber seine Magenkrebs-Erkrankung verhinderte die Fertigstellung des Projekts.
Strasch starb am 16. Mai 1934 in einem Moskauer Krankenhaus und wurde auf dem Nowodewitschi-Friedhof begraben.